# 新竹市立棒球場
新竹市立棒球場位於臺灣新竹市北區西大路，於1976年落成啟用，2019年拆除重新整建，2022年重新落成啟用，為中華職棒味全龍隊主場之一。不過啟用後的兩場球賽中都有球員受傷，球場的施工品質也引發相關爭議。

## 命名
原本命名為新竹縣立王貞治棒球場，王貞治回國參加新竹縣立王貞治棒球場的落成大典暨王貞治紀念像的揭幕典禮，後來中華民國總統蔣中正於興建期間逝世，球場名稱即順勢改名為「新竹縣立中正棒球場」，於1976年11月27日舉行落成啟用典禮。直至1982年新竹市再次升一級為省轄市之後，便把「縣立」的名稱改為「市立」，稱為「新竹市立中正棒球場」。2022年球場改建完工，改名為「新竹市立棒球場」。

## 歷史

### 改建工程
2015年新竹市政府宣布，由於球場已啟用40年、設施老舊、周邊人口密集，教育部體育署允諾協助新臺幣3,700萬元整建經費計畫案，就外牆、入口、售票亭、室內開放空間油漆、投手丘、紅土區、草坪暨排水、球員休息室、水電設備、照明燈光、看台、座椅、電子計分板、公廁等，進行整修工程。
2017年，新竹市政府宣布將利用行政院前瞻基礎建設計畫全額補助，耗資新台幣7億元將新竹市立中正棒球場拆除重建，除了重建內野看台外，也將強化排水，再者增設販賣區、全新球員休息室與打擊練習區、牛棚及復健室，外野也將增設LED大螢幕，同時也規劃開挖地下停車場以改善球場停車問題。
2019年1月初，流標六次的新竹市立中正棒球場整建案終於通過投標案，預計新台幣8億2,500萬元，將拆除重建，預計2021年底完工，得以趕上2022年中華職棒球季。
2019年10月，頂禾公司（頂新國際集團子公司）經評選，成為新竹市立中正棒球場委外經營案之最優申請人。11月4日，頂禾預定此場域將成為味全龍主場，董事長魏應充拜會市長林智堅，盼透過與市府進行密切交流，合作味全龍職棒主場運作。
2022年1月，新竹市政府以限制性招標增加2億5,763萬預算，新竹球場總經費約新台幣11億9,000萬元（球場主體約8.7億元、地下停車場約3.2億元）。
2022年3月1日，中華職棒公布賽程安排，新竹球場於下半季安排8場例行賽。7月22日，新竹球場舉行改建後首場例行賽，由味全龍對上富邦悍將之編號第163場賽事，富邦悍將以1比0戰勝味全龍。

### 爭議
2022年7月22日，新竹市立棒球場舉行改建重啟後的首場賽事。這是中華職棒2022年下半季第一場賽事，由味全龍球隊（主場）對上富邦悍將球隊。中華民國總統蔡英文、中華職棒聯盟會長蔡其昌、時任的新竹市長林智堅和副市長沈慧虹都出席觀看開幕戰。但在7月22日、23日的賽事期間，有數名球員受傷。富邦悍將隊外野手林哲瑄在4局下半撲接一顆飛球時，左側肩膀撞擊地面導致挫傷。7月25日林哲瑄經MRI初步檢查為左肩關節唇破裂，初步研判將休息約3個月。26日富邦悍將球團表示，27日前往輔大醫院進行第二次檢查。28日球團決定讓林哲瑄接受手術，估計休息8個月。新竹市政府被批評整修品質嚴重不良導致比賽球員因場地問題而受傷，並引發相關爭議，市府亦承認球場未完成驗收就賣票、開打。12月7日，新竹市政府宣布改善及優化工程已完成。
2023年1月5日新竹市第8任市長高虹安針對新竹棒球場缺失改善問題召開記者會，表示球場有容易積水、淺層土壤有廢棄物等狀況，短時間內難以改善，因此新竹棒球場不會爭取舉辦2023年世界棒球經典賽（WBC）的官辦熱身賽。高虹安強調，檢調已經立案調查，市府全力配合檢調做釐清，在過程中也發現許多疑惑問題點，不管是不是真的有人謀不臧、放水，甚至是弊案，在過程中都有待市府跟檢調配合釐清。

## 多媒體
- 新竹市立中正棒球場計分板
- 改建完工後的球場空拍圖

## 外部連結
- 中華職棒大聯盟全球資訊網-新竹市中正棒球場 （页面存档备份，存于）
- 新竹市立體育場—新竹市中正棒球場 （页面存档备份，存于）
- 新竹棒球場原名 王貞治紀念棒球場 （页面存档备份，存于）